# Albert Memorial Clock
L'Albert Memorial Clock è una torre ad orologio situata a Queen Square a Belfast, in Irlanda del Nord. È stata completata nel 1869 ed è una delle attrazioni turistiche più famose della città.

## Storia
Nel 1865 fu indetto un concorso per la progettazione di un monumento al defunto principe consorte della Regina Vittoria, il principe Alberto, e fu vinto da W. J. Barre, che in precedenza aveva disegnato l'Ulster Hall di Belfast. Inizialmente a Barre non fu assegnato il premio e il contratto fu segretamente dato allo studio Lanyon, Lynn e Lanyon, che era arrivato secondo. Dopo molte proteste pubbliche il contratto è stato infine assegnato al reale vincitore.
Il monumento in pietra arenaria è stato costruito tra il 1865 e il 1869 dalla Fitzpatrick Brothers , è alto 34,44  metri e presenta una commistione di stili gotico francese e italiano. La base della torre è caratterizzata da archi rampanti con i leoni araldici. Una statua del principe nelle vesti di un Cavaliere della Giarrettiera si trova sul lato occidentale della torre e fu scolpita da S.F. Lynn. Una campana di due tonnellate si trova nella torre e l'orologio è stato costruito da Francis Moore di High Street, sempre a Belfast.
Essendo stato costruito con pilastri in legno su terreno paludoso bonificato lungo il fiume Farset, la cima della torre pende di quattro piedi dalla perpendicolare. A causa di questo movimento, alcune opere ornamentali sulla torre sono state rimosse nel 1924 insieme a una calotta in pietra sopra la statua del Principe.
L'orologio è stato danneggiato da un'esplosione di una bomba rivendicata dall'Esercito repubblicano irlandese vicino ad High Street il 6 gennaio 1992.

## Restauro

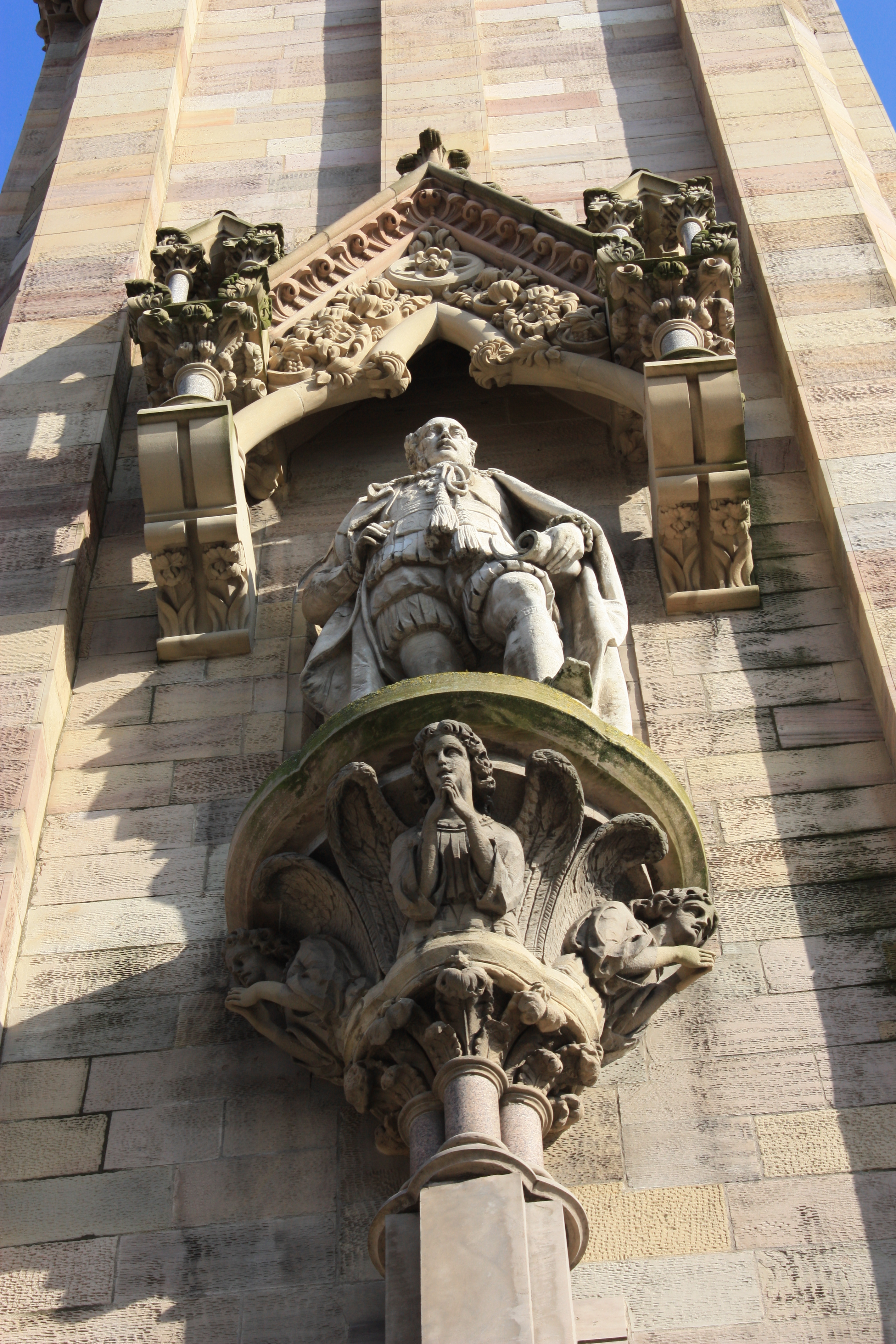
Statua del Principe Alberto, particolare dell'Albert Memorial Clock (ottobre 2009)

Per arrestare i danni causati dagli eventi atmosferici e dal traffico pesante che passa sotto la torre, un progetto di restauro multi milionario è stato completato nel 2002. Nel corso del progetto sono state rafforzate le basi di legno, la maggior parte delle sculture in decomposizione sono state sostituite e l'intera torre è stata pulita.